# Зденек Войтех Попел из Лобковиц
Зденек Войтех Попел из Лобковиц на Високи-Хлумце (чеш. Zdeněk Vojtěch Popel z Lobkovic na Vysokém Chlumci; 15 августа 1558 — 16 июня 1628, Вена) — чешский государственный деятель времён Рекатолизации, последовательный сторонник династии Габсбургов и глава католической («испанской») партии в Чехии, представитель дворянского рода Попелов из Лобковиц. Высочайший канцлер Чешского королевства (с 1599), имперский князь (с 1623), 1-й князь Лобковиц и владарж Лобковицкого дома (с 1624 года).

## Биография
Зденек Войтех Попел из Лобковиц происходил из хлумецкой ветви панского рода Попелов из Лобковиц, который, в свою очередь, являлся ответвлением старинного чешского дворянского рода Лобковицов. Его родителями были высочайший гофмистр Чешского королевства Ладислав II Попел из Лобковиц (1501 — 18.12.1584), убеждённый сторонник Габсбургской династии, и Йоганка из старинного рода Берка из Дубы (ок. 1545 — 19.11.1601). Йоганка стала третьей женой Ладислава II, первые два брака которого оказались бездетными. Несмотря на то, что Ладиславу в день их свадьбы в 1563 году было уже за шестьдесят, в этом браке родилось восемь детей. Зденек Войтех родился 15 августа 1568 года их вторым ребёнком, старший сын — Ладислав Младший («Лацек») родился в 1566 году и в дальнейшем занял должность моравского земского гетмана. У Зденека Войтеха был ещё младший брат Вацлав и пять младших сестёр.
Начальное образование Зденек Войтех получил в Праге у отцов-иезуитов, затем обучался в Пражском университете и в университете Сиены, где завёл знакомство со своим ровесником Карлом фон Лихтенштейном. Путешествуя по Европе с 1584 года, он до 1588 года находился в Италии, а в 1589 и 1590 годах посетил Испанию и Португалию, после чего вернулся в Чехию.
В 1591 году Зденек Войтех Попел из Лобковиц был введён в состав Имперского надворного совета и в следующем году направлен на дипломатическую службу, где возглавил выполнение нескольких довольно значительных миссий. Уже в 1592 году он объехал с посольством администратора Саксонии, архиепископа Магдебурга и курфюрста Бранденбурга с целью убедить их выделить войска для отражения османского вторжения. С этой же целью он в 1595 году посетил Мадрид. После этого Зденек Войтех с иными дипломатическими миссиями находился в Вене (в 1597 году), потом при дворах нескольких германских правителей, в Парме и Венеции.
После того как в 1599 году силы эрцгерцога Матиаса были потеснены турецкими войсками, Зденек Войтех был направлен в Прагу и в Зноймо для организации отправки подкрепления.

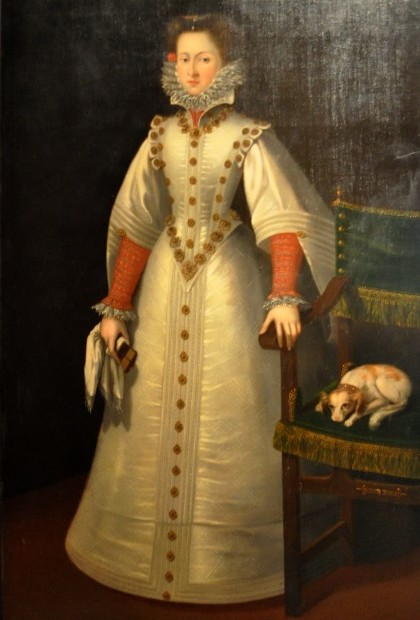
Супруга Зденека Войтеха Поликсена, дочь Вратислава II из Пернштейна, вдова Вилема из Рожмберка

|                                                         |  |
| Памятный медальон Зденека Войтеха, 1-го князя Лобковица |  |

## Семья
23 ноября 1603 года Зденек Войтех вступил в брак с Поликсеной (1566 — 24.05.1642), дочерью покойного высочайшего канцлера Вратислава II из Пернштейна, вдовой высочайшего бургграфа Вилема из Рожмберка. Будучи весьма обеспеченной и благочестивой женщиной, Поликсена стала для Зденека Войтеха верной спутницей, на протяжении всей последующей их жизни поддерживавшей его и помогавшей развитию его политической карьеры. При этом Зденек Войтех всегда спокойно и с благодарностью принимал вмешательство жены в его дела, касавшиеся политики и управления семейными имениями, и зачастую сам способствовал этому. Участие Поликсены в управлении семейными поместьями и в их приумножении особенно возросло после 1622 года, когда она оставила венский императорский двор и переехала в Прагу, где стала доверенным лицом своего мужа во взаимоотношениях с чешским политическим обществом. До нас дошла обширная переписка между Поликсеной и Зденеком Войтехом, относящаяся к 20-м годам XVII века.
Обширные родственные связи Поликсены из Пернштейна позволили Зденеку Войтеху не только усилить свои позиции при императорском дворе, но и установить прочные связи при дворах Ватикана, Мантуи, Неаполя, Испании и других европейских государств.